# Koroncó
Koroncó is een plaats (község) en gemeente in het Hongaarse comitaat Győr-Moson-Sopron. Koroncó telt 1887 inwoners (2001).

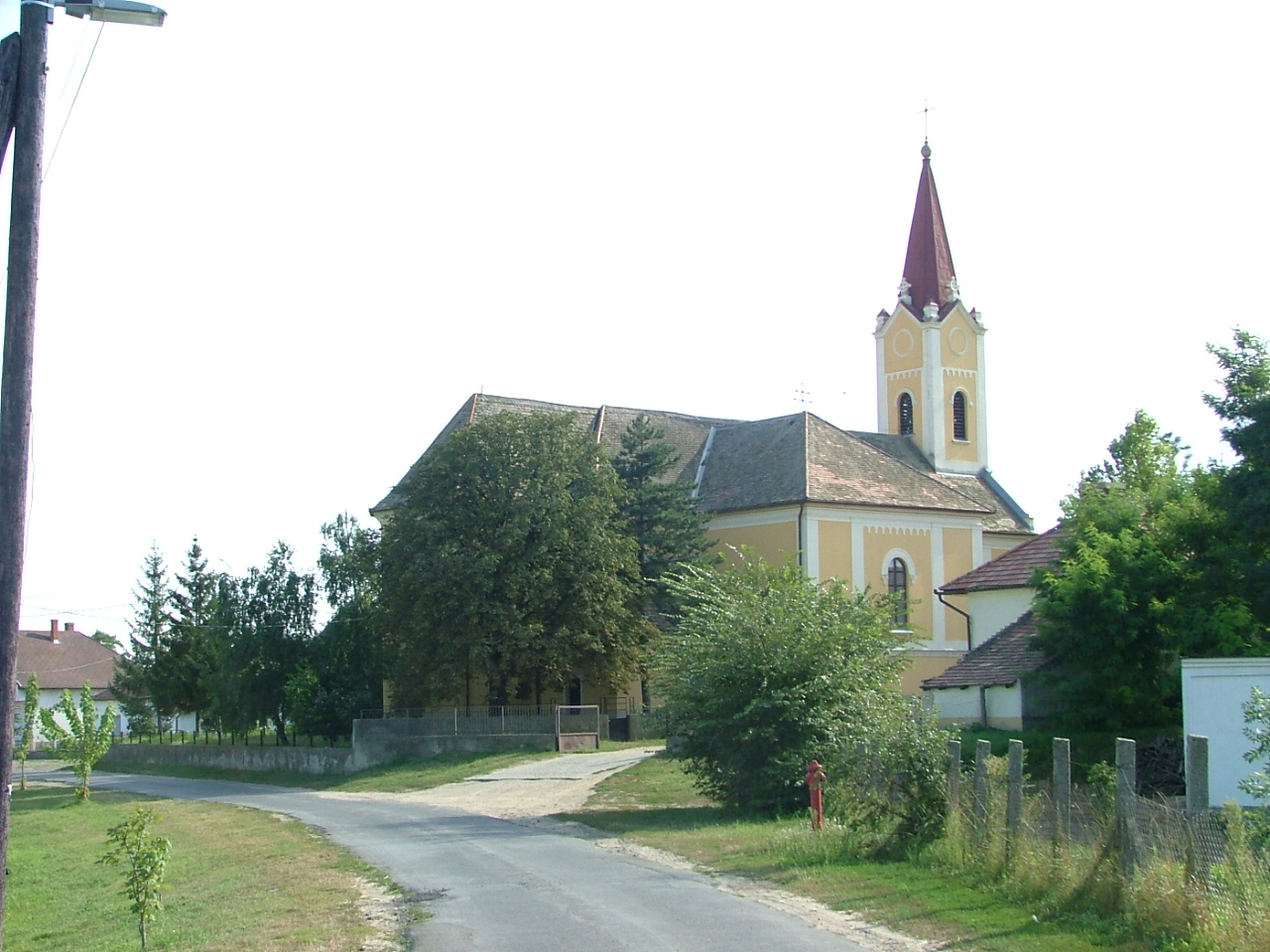
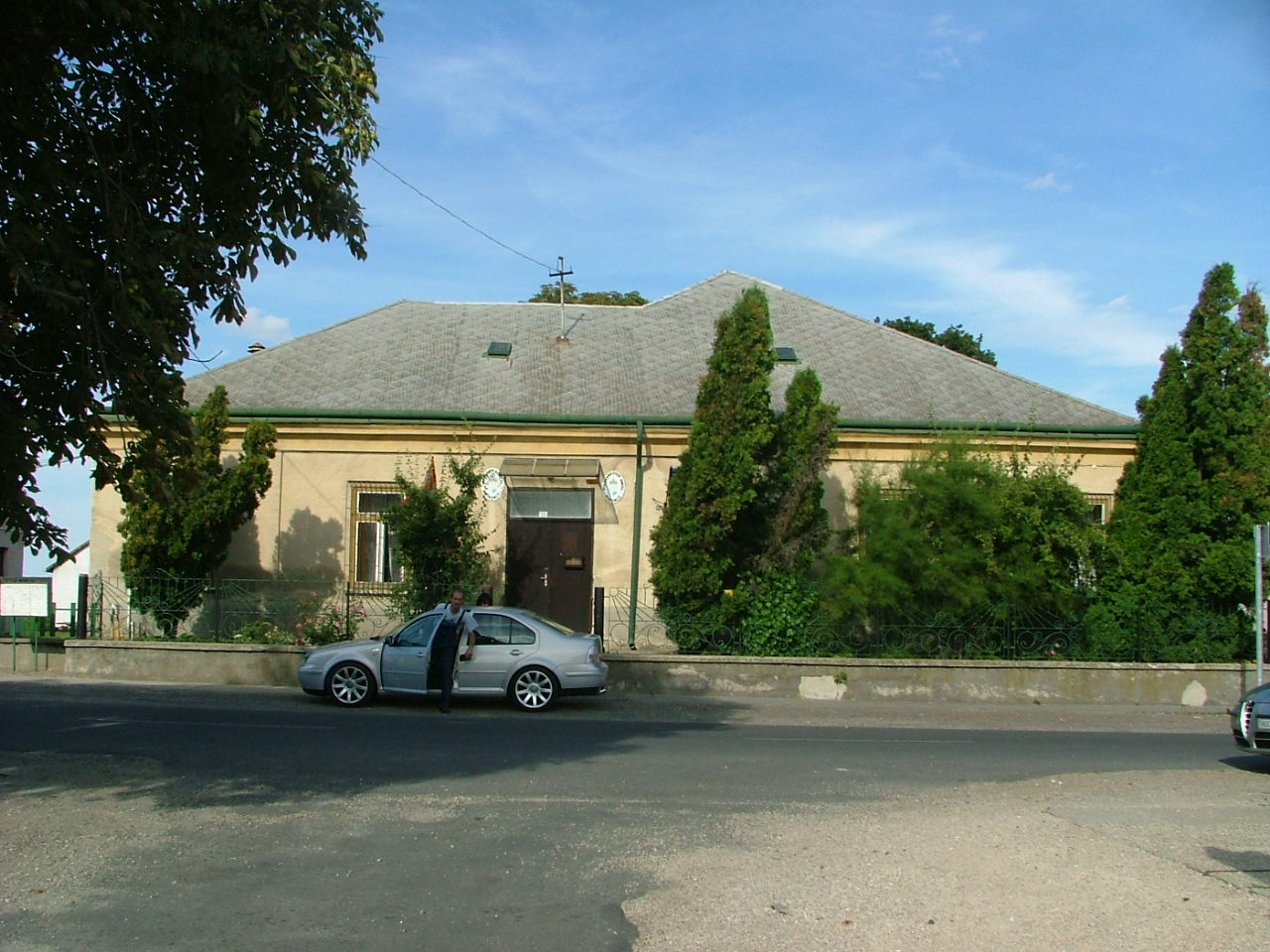
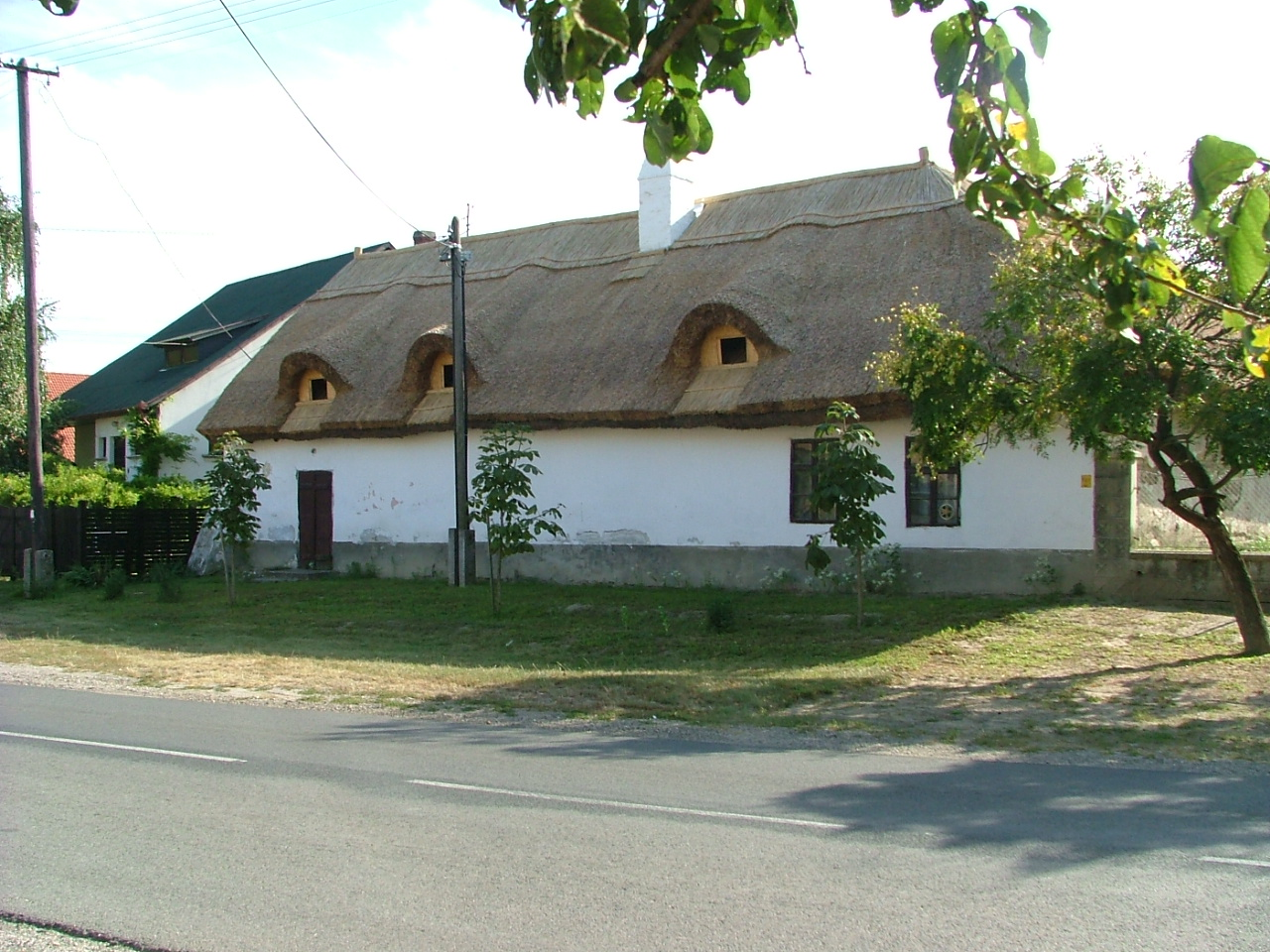
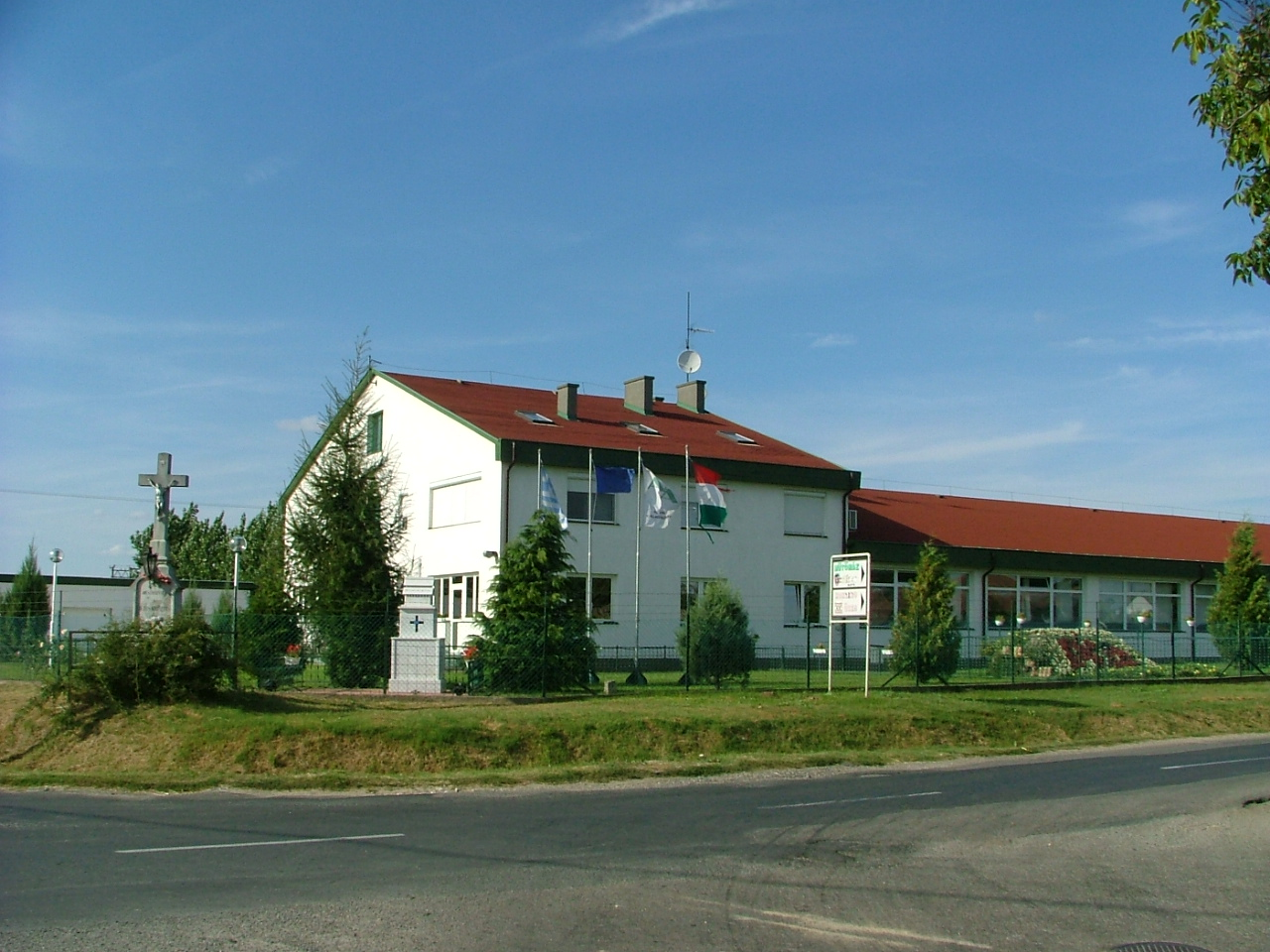